# 維生素B3
维生素B3属于维生素B族，包括三个维生素异构体，分别是烟酸、烟酰胺和烟酰胺核糖。这三种维生素异构体在人体内都会转化成烟酰胺腺嘌呤二核苷酸（NAD）。生命需要NAD，而人体不能在没有维生素B3或色氨酸的情况下合成NAD。烟酰胺核糖于2004年被确认是维生素B3之一。
动植物可以通过色氨酸合成烟酸。烟酸存在于许多食物中，其中肉类、家禽、金枪鱼和三文鱼中的烟酸含量最高，而坚果、豆类和种子中的烟酸含量较少。作为营养补充品的烟酸可以治疗因缺乏维生素B3导致的糙皮病。糙皮病的症状有皮肤和口腔病变、贫血、头痛和疲倦。许多国家都会要求在面粉和其它粮食添加烟酸防止糙皮病。
烟酰胺是辅因子烟酰胺腺嘌呤二核苷酸（NAD）和烟酰胺腺嘌呤二核苷酸磷酸（NADP+）的组成部分。虽然烟酸和烟酰胺在维生素活性上相同，但作为酰胺的烟酰胺不会还原胆固醇，也不会造成脸红。由于脸红被认为是不良反应，因此烟酰胺被推荐为维生素B3缺乏症的治疗方法。